# Travis Somersall
Travis Somersall (* 12. April 1990 in Basseterre) ist ein Fußballspieler von St. Kitts und Nevis.

## Karriere

### Klub
Bis einschließlich 2007/08 war er beim Washington Archibald High School FC aktiv, wonach er zum Village Superstars FC wechselte. 2012 und 2013 war er bei dem amerikanischen Universitätsteam Wayland Baptist Pioneers aktiv. Seither spielt er wieder bei den Village Superstars.

### Nationalmannschaft
Seinen ersten und einzigen Einsatz für die Nationalmannschaft erhielt er am 3. Dezember 2017, bei einem 1:0-Freundschaftsspielsieg über die Grenada, nach Einwechselung in der 85. Minute für Kimaree Rogers.